# Urkommunismus
Urkommunismus bezeichnet eine im Historischen Materialismus (nach Karl Marx und Friedrich Engels) behauptete frühe menschliche Form der sozialen Organisation, bei der gemeinschaftlicher Besitz (Kollektiveigentum) an lebensnotwendigen Ressourcen und Gütern vorgeherrscht haben soll, im Unterschied zur später folgenden gesellschaftlichen Arbeitsteilung und Warenproduktion. Nach dieser Theorie waren die urkommunistischen Verhältnisse in der „Urgesellschaft“ während einer Zeitperiode vor der Herausbildung der Kernfamilie vorherrschend, als sich ursprüngliche Gruppen von Jägern und Sammlern (Wildbeutern) in Horden- und später in Stammesgesellschaften organisierten.
Im Urkommunismus soll nur zum Eigenbedarf gewirtschaftet worden sein (Selbstversorgung), ohne nennenswerte Mehrproduktion zum Tauschen oder Handeln (Subsistenzwirtschaft). Gebrauchsgüter sollen fast nur für den eigenen Verbrauch in der eigenen Gruppe hergestellt worden sein. Unbekannt waren Geld und Privateigentum an gesellschaftlichen Produktionsmitteln (Werkzeugen und Produktionsstätten). Durch die selbstversorgende Wirtschaftsweise wird eine Anhäufung von Waren und Werten als Grundlage gesellschaftlicher Bereicherung und politischer Herrschaft ausgeschlossen. In diesem Sinne soll der Urkommunismus dem Kommunismus entsprochen haben, den der Marxismus als letztendliche Entwicklungsstufe nach dem derzeitigen Kapitalismus sieht.

## Urkommunismusthese von Engels
Friedrich Engels definierte in seinem Aufsatz Der Ursprung der Familie, des Privateigenthums und des Staats diese Zeit der „Wildheit“ vor dem Aufkommen des Privateigentums als Urkommunismus. In diesen Gesellschaftsformationen nimmt er weder persönliches Eigentum noch Familie, soziale Differenzierung, Herrschaft, Überproduktion oder Ideologie an.
Nach der marxistischen Theorie verändern sich gesellschaftliche Formationen mit der Entwicklung der Produktivkräfte und der Produktionsverhältnisse. Im Urkommunismus bedeutete das, dass mit zunehmender Produktivkraft die Jäger und Sammler sich zu Hirten und mehr ortsgebundenen Züchtern und Bauern weiterentwickelten. Urbar gemachtes Land, Vieh und unfreie Menschen führten zur Bildung des Privateigentums an Produktionsmitteln, das die Voraussetzung für die Sklavenhaltergesellschaften und den späteren Feudalismus war. Die Sesshaftigkeit und die beginnende Über- und Vorratsproduktion zusammen mit den Mitteln der Lebensmittelkonservierung und dem Bevölkerungswachstum, schufen den Bedarf und die Möglichkeit des Handels, also den Tausch von zunächst Ware gegen Ware – später auch von Ware gegen Geld. Nach marxistischer Ansicht, Marx: „Die Geschichte der Menschheit ist eine Geschichte von Klassenkämpfen“, führten diese Produktionsverhältnisse zum Übergang in die Sklavenhaltergesellschaft und den Feudalismus. Die Aneignung der Produktions-Ressourcen Mensch als Sklaven oder Leibeigene, Land und Vieh beendete den Urkommunismus.

## Urkommunismusthese ab 1900
Da „Urkommunismus“ ein stofflich entlegener Begriff war, fand sich unter marxistischen Gelehrten zunächst niemand mit dem Ehrgeiz, ihn über Engels Studie hinausgehend zu entwickeln. Das änderte sich im 20. und 21. Jahrhundert, als Ernest Mandel, Rosa Luxemburg, Ian Hodder, Marija Gimbutas und andere die Thesen aufgriffen und untermauerten. Der Ökonom Werner Sombart bezog sich 1927 mit folgenden Sätzen auf die Urkommunismusthese: „Die Wirtschaft der urwüchsigen Geschlechtsverbände können wir nur unvollkommen aus Überbleibseln bei Naturvölkern im Geiste wieder aufbauen. Wir dürfen annehmen, daß sie – bei nomadisierender Lebensweise und vorwiegender Okkupationswirtschaft – einen stark kommunistischen Zug getragen hat. Jedenfalls bestand an den wichtigsten ‚Produktionsmitteln‘ Gemeineigentum und auch die Konsumtion wird im wesentlichen eine ‚kommunistische’ gewesen sein.“
Der Psychoanalytiker Wilhelm Reich schloss 1932 in seinem Werk Der Einbruch der Sexualmoral auf das Vorhandensein eines Urkommunismus aus den Angaben in Bronisław Malinowskis Schrift The Sexual Life of Savages in North-Western Melanesia. Der Philosoph Erich Fromm hält diese Schlussfolgerung allerdings nicht für zwingend. An Reichs Deutungen knüpft u. a. der österreichische Anthropologe Ernst Bornemann 1975 in seinem Werk Das Patriarchat an.
Sowjetische Archäologen deuteten die altsteinzeitlichen Venusfiguren, von denen in den 1920er- und 1930er-Jahren viele in der Sowjetunion gefunden wurden, als Beleg für ein urkommunistisches Matriarchat. Beeinflusst von Lewis Henry Morgans Ancient Society und Engels’ Ursprung der Familie, des Privateigentums und der Staates fassten sie die verschiedenen paläolithischen Kulturen als urkommunistisch und matriarchal auf.
Der marxistische Archäologe Vere Gordon Childe führte ab den 1920ern Grabungen in Schottland durch und schloss auf eine jungsteinzeitliche klassenlose Gesellschaft, die bis zu den Orkneyinseln reichte.